# Anisozyga reducta
Anisozyga reducta là một loài bướm đêm trong họ Geometridae.